# Matka Ojczyzna
Matka Ojczyzna (ukr. Батьківщина-Мати) – monumentalny pomnik stojący w Kijowie, na terenie dzielnicy Peczersk. Stanowi on część Muzeum Historii Ukrainy w II Wojnie Światowej. Statuę wykonano ze stali nierdzewnej, jej wysokość to 62 m, wraz z postumentem całość ma wysokość 102 m. Masa rzeźby wynosi 560 ton. Miecz trzymany w prawej ręce rzeźby ma 16 metrów i waży 9 ton, lewa ręka trzyma tarczę o wymiarach 13x8 metrów. 
Wewnątrz postumentu znajduje się sala pamięci, wyłożona marmurowymi płytami, na których wyryto imiona ponad 11 tysięcy żołnierzy i 200 robotników, którzy otrzymali tytuły Bohatera Związku Radzieckiego i Bohatera Pracy Socjalistycznej. Na wzgórzach wokół muzeum tradycyjnie składa się kwiaty i wieńce. Obiekt jest wpisany na listę Państwowego Rejestru Zabytków Nieruchomych Ukrainy pod numerem 80-382-0200.

## Budowa pomnika
W latach 50. na terenie zajmowanym obecnie przez pomnik planowano wybudowanie pomników Włodzimierza Lenina i Józefa Stalina, każdy o wysokości 200 m. Ostatecznie jednak planów tych nie zrealizowano.
Miejscowa legenda głosi, że w latach 70. projektant rzeźby Jewgienij Wuczeticz odbywał rejs z grupą kijowskich dygnitarzy komunistycznych, którzy postanowili, że wysokie naddnieprzańskie zbocza to doskonałe miejsce do zbudowania pomnika wojennego. Dodatkowo, wysoka budowla miała przyćmiewać położoną nieopodal Ławrę Peczerską. 
Wuczeticz miał już doświadczenie w projektowaniu pomników wojennych: spod jego ręki wyszły projekty m.in. „Matka Ojczyzna Wzywa!” w Wołgogradzie oraz posąg radzieckiego sierżanta niosącego niemiecką dziewczynkę, a także fragment Pomnika Żołnierzy Radzieckich w Treptower Park w Berlinie. Projektant zmarł jednak w 1974 r. i projekt został dokończony przez Wasyla Borodaja.
Budowa ruszyła w 1978 r. i trwała do 1981 r. Oficjalnie pomnik odsłonięto 9 maja 1981 roku, w Dzień Zwycięstwa. W ceremonii otwarcia brał udział ówczesny przywódca ZSRR, Leonid Breżniew (z pochodzenia Ukrainiec).
Budowa od samego początku wzbudzała kontrowersje. Krytykowano koszt budowy pomnika, jak i wykorzystany do niej materiał (stal nierdzewną), zwłaszcza że koniec lat 70. był początkiem załamywania się radzieckiej gospodarki, które doprowadziło ostatecznie do rozpadu ZSRR w 1991 r. Kierownik budowy Iwan Pietrowicz przyznał, że początkowe szacunki kosztów budowy, określonych na 9 milionów rubli, okazały się „zbyt optymistyczne”.
Po uzyskaniu przez Ukrainę niepodległości, pojawiły się głosy nawołujące do usunięcia pomnika i wykorzystania pozyskanej z niego stali na ważniejsze cele. Kontrowersje wzbudzają też koszty utrzymania pomnika: umieszczony u jego podnóża wieczny płomień, który w czasach ZSRR faktycznie płonął nieprzerwanie, zużywa tak duże ilości gazu ziemnego (do 400 m³), że obecnie zapala się go tylko podczas ważnych uroczystości państwowych. Pojawiały się też pogłoski, że pomnik stoi na niestabilnym gruncie (podobnie jak „Matka Ojczyzna Wzywa!”) i grozi zawaleniem, czemu stanowczo przeczą władze Kijowa. Z drugiej strony, część mieszkańców Kijowa widzi rzeźbę jako hołd dla milionów Ukraińców poległych w trakcie II wojny światowej i symbol miasta.
Pierwotnie czubek miecza sięgał 108 m, jednakże po 1991 r. został on skrócony o 6 metrów, ponieważ sięgał ponad najwyższy krzyż na Ławrze Peczerskiej.
Pomnika, jako miejsca pamięci związanego z II wojną światową, nie objęły przepisy ustaw dekomunizacyjnych uchwalonych na Ukrainie w 2015, stąd nie usunięto z niego wówczas godła ZSRR. Temat jego likwidacji powrócił po inwazji Rosji na Ukrainę w 2022 roku. 30 lipca 2023 roku rozpoczął się jego demontaż. 6 sierpnia na tarczy zamontowany został herb Ukrainy. 